# Ramularia sparganii
Ramularia sparganii är en svampart som beskrevs av Rostr. 1883. Ramularia sparganii ingår i släktet Ramularia och familjen Mycosphaerellaceae.   Inga underarter finns listade i Catalogue of Life.